# Alfred Owen
Alfred George Beech Owen, född 8 april 1908, död 29 oktober 1975, var en brittisk affärsman. Han är mest känd som ägare av formel 1-stallet British Racing Motors.